# Erol Keskin
Erol Keskin (Istanbul, 2 de março de 1927 – 1 de outubro de 2016) foi um futebolista e treinador turco, que atuava como atacante.

## Carreira
Erol Keskin fez parte do elenco da Seleção Turca de Futebol que disputou a Copa do Mundo de 1954.
Morreu em 1 de outubro de 2016, aos 89 anos.